# Teresa San Román Espinosa
Teresa San Román Espinosa (La Guardia, Pontevedra, 1940-Sardañola del Vallés, Barcelona14 de julio de 2024) fue una antropóloga española que desarrolló actividades científicas entre 1967 y el 2010. 

## Biografía
Estudió historia en las Universidades de Santiago de Compostela y de Madrid. Al inicio de su actividad profesional se centró en temas de arqueología. Poco después cambió de disciplina, y decidió estudiar antropología en la Universidad de Londres, Inglaterra, donde obtuvo la maestría defendiendo su tesis doctoral (1967), a cargo de Phyllis Kaberry (discípula de Malinowski) y de Mary Douglas. A partir de allí dedicó su carrera principalmente al estudio de las comunidades gitanas de Madrid y de Cataluña, aunque también trabajó con senegambianos y temas relacionados con la tercera edad.
Entre 1982 y 2010 fue catedrática de antropología social en la Universidad Autónoma de Barcelona (UAB). Es conocida por sus exhaustivos y pioneros estudios del pueblo gitano, comunidad con quien también hizo avances en estudios de antropología aplicada.
Dirigió el Grupo de Investigación en Interculturalidad y Marginación (GRIM) y estuvo especializada en el estudio del pueblo gitano. Investigó también sobre la vejez y sobre la comunidad senegambiana. Trabajaba en una intervención ética y profesional enfocada hacia una propuesta intercultural para afrontar situaciones de exclusión y riesgo social. Fue una de las primeras académicas que propuso la distinción entre marginación y cultura, así como la necesidad de llevar a cabo intervenciones diferenciadas basadas en los valores y la cohesión social.
Afirmó: 

Una cosa es hacer antropología aplicada y otra cosa es convertirte en representante de nadie.

## Obra
Entre sus obras, destacan:
- La diferencia inquietante: Viejas y nuevas estrategias culturales de los gitanos. Antropología y etnología. Colaboró Simon Pates. 2.ª edición reimpresa de Siglo XXI de España Eds. 288 p. ISBN 8432313343, ISBN 9788432313349 (2010)

- Las relaciones del parentesco. Vol. 23 de Publicacions d'Antropologia Cultural. Con Aurora González Echevarría, Jorge Grau Rebollo. Editor Univ. Autònoma de Barcelona, 126 pp. ISBN 844902319X, ISBN 9788449023194 (2003)

- Tres escritos introductorios al estudio del parentesco y una bibliografía clásica general. Vol. 16 de Publicacions d'Antropologia Cultural. Con Aurora González Echevarría, Ramón Valdés, Ramón Valdés del Toro. 4.ª edición de Univ. Autònoma de Barcelona, 79 pp. ISBN 8449020654, ISBN 9788449020650 (2000)

- La diferència inquietant. Noves i velles estratègies culturals dels gitanos. Fundació Serveis de Cultura Popular. 152 pp. ISBN 8479000554, ISBN 9788479000554 (1994)

- Vejez y cultura : hacia los límites del sistema. Fundación Caja de Pensiones. (1990)

- Entre la marginación y el racismo : reflexiones sobre la vida de los gitanos. Alianza Editorial. 241 pp. ISBN 8420624713, ISBN 9788420624716 (1986)

- Vecinos gitanos. Ed. Akal. 352 pp. ISBN 9788473392181 (1976)

- Gypsies, tinkers and other travellers. Editor Farnham Rehfisch. Londres, N. York: Academic Press, pp. 169-99 (1975)

## Premios y reconocimientos
- 1989 Premio R. Duocastella de Investigación en Ciencies Sociales, Barcelona.[7]
- 1994 Premio Hidalgo a la trayectoria profesional de lucha contra el racismo. Asociación Nacional Presencia Gitana.[7]
- 2001 Miembro de Honor de la Federació d'Asociacions Gitanes de Catalunya.
- 2005 Cruz de Oro de la Orden Civil de la Solidaridad Social, del Ministerio de Trabajo y Asuntos Sociales.[8]
- 2009 Premio 8 de Abril del Instituto de Cultura Gitana.[9]
- 2011 Premio Vicens Vives de la Generalidad de Cataluña.
- 2011 Premio Fundación Secretariado Gitano.[10]
- 2013 Premio Memorial Àlex Seglers, otorgado por la UAB y el Ayuntamiento de Sabadell.[11][12]
- 2022 Medalla de Oro al Mérito Científico entregada por el Ayuntamiento de Barcelona en reconocimiento por su trayectoria científica, su dedicación académica, y su compromiso social.[13]